# Judith Curryová
Judith A. Curryová (* 1953) je americká klimatoložka a bývalá vedoucí Školy věd o Zemi a atmosféře na Georgijském technickém institutu. Mezi její výzkumné zájmy patří hurikány, dálkový průzkum Země, modelování atmosféry, polární klima, interakce mezi vzduchem a mořem, klimatické modely a využití bezpilotních letadel pro výzkum atmosféry. Byla členkou výboru pro výzkum klimatu Národní rady pro výzkum, publikovala více než sto vědeckých prací a byla spoluautorkou několika významných děl. Curryová odešla do důchodu v roce 2017 ve věku 63 let.
Curryová se stala známou jako vědkyně, která se staví do opozice k mainstreamu a vede blog, který je součástí blogosféry popírající změnu klimatu.
Sociální vědci, kteří se zabývali postojem Curryové ke změně klimatu, jej označují za "neoskepticismus" v tom smyslu, že její současný postoj obsahuje určité rysy popírání: Na jedné straně připouští, že se planeta otepluje, že skleníkové plyny, jako je oxid uhličitý, produkované člověkem, způsobují oteplování a že pravděpodobný nejhorší scénář je potenciálně katastrofický, ale na druhé straně také tvrdí, že rychlost oteplování je pomalejší, než předpokládají klimatické modely, zdůrazňuje své hodnocení nejistoty v modelech předpovídajících změny klimatu a zpochybňuje, zda je mitigace změny klimatu finančně dostupná. Navzdory široké shodě mezi klimatology, že změna klimatu vyžaduje naléhavá opatření, Curryová v Kongresu Spojených států svědčila o tom, že podle jejího názoru existuje tolik nejistoty ohledně přirozených změn klimatu, že snaha o snížení emisí může být zbytečná.